# ارمکی قشلاق
ارمکی قشلاق (به ترکی آذربایجانی: Ərməkiqışlaq) یک منطقه مسکونی در جمهوری آذربایجان است که در شهرستان قوبا واقع شده است. ارمکی قشلاق ۴۳۰ نفر جمعیت دارد.